# 5129 Groom
5129 Groom (1989 GN) là một tiểu hành tinh vành đai chính được phát hiện ngày 7 tháng 4 năm 1989 bởi Eleanor F. Helin ở Đài thiên văn Palomar.